# János Zemen
János Zemen (Hungría, 29 de agosto de 1950) es un atleta húngaro retirado especializado en la prueba de 1500 m, en la que consiguió ser medallista de bronce europeo en pista cubierta en 1977.

## Carrera deportiva
En el Campeonato Europeo de Atletismo en Pista Cubierta de 1977 ganó la medalla de bronce en los 1500 metros, con un tiempo de 3:46.6 segundos, llegando a meta tras los alemanes Jürgen Straub y Paul-Heinz Wellmann.